# Бинокулярно зрение
Бинокулярно зрение е способността едновременно ясно да се вижда изображението на обект с двете очи.

## Физиология и механизъм на получаване на общ образ
При бинокулярното зрение предметите от видимия свят се възприемат триизмерно, което се дължи на сливане в кората на главния мозък на възприятията от двете очи поотделно и осъзнаване като единен зрителен образ.

## Нарушения на зрителния анализатор
Когато образите, които се получават от двете очи, не могат да бъдат обединени в мозъка в единен ясен образ, се определя нарушено бинокулярно зрение, което може да е вродено или следствие от травми или болестни изменения.

## Етимология
Бинокулярен буквално означава двуочен. От латински bini, две, + oculus, око.